# 세번 웃는 여자
"세번 웃는 여자"(The Woman Who Laughs Three Times)는 한국에서 제작된 문여송 감독의 1980년 영화이다. 선우은숙 등이 주연으로 출연하였고 국제영화흥업 등이 제작에 참여하였다.

## 출연

### 주연
- 선우은숙
- 백일섭
- 신영일
- 최병철
- 오수미

### 조연
- 서한나
- 홍순해
- 길달호
- 신동욱
- 윤옥자
- 김대현
- 김효천
- 이희성

## 기타
- 원작자: 김이연
- 제작부장: 박경철
- 제작담당: 김계성
- 촬영부: 이동진
- 촬영부: 안태완
- 조명: 마용천
- 조명부: 송문섭
- 조연출: 이진
- 조연출: 김효천
- 녹음: 김병수
- 효과: 김경일
- 스틸: 홍기영
- 소품: 김태욱